# Teucholabis (Teucholabis) angustapicalis
Teucholabis (Teucholabis) angustapicalis is een tweevleugelige uit de familie steltmuggen (Limoniidae). De soort komt voor in het Neotropisch gebied.